# Быть Сальвадором Дали
«Быть Сальвадором Дали» (англ. Dalíland) — американский биографический фильм режиссёра Мэри Хэррон с Беном Кингсли в роли Сальвадора Дали.
Мировая премьера фильма состоялась 17 сентября 2022 года на Международном кинофестивале в Торонто. В российский прокат фильм вышел 25 мая 2023 года.

## Сюжет
1974 год. Брак Сальвадора Дали и Галы оказывается на грани краха, и наблюдать за этим выпадает юному ассистенту Джеймсу. Его задача — помочь Дали подготовиться к Нью-йоркскому шоу, но Дали закатывает бесконечные вечеринки.

## В ролях
- Бен Кингсли — Сальвадор Дали
- Барбара Зукова — Гала
- Эзра Миллер — юный Дали
- Кристофер Брайни — Джеймс
- Руперт Грейвз — Капитан Мур
- Андреа Пежич — Аманда Лир
- Александр Байер — Кристофф
- Марк Маккенна — Элис Купер
- Авиталь Львова — юная Гала
- Сьюки Уотерхаус — Джинеста

## Производство
В мае 2018 года в СМИ появилась информация, что Бен Кингсли, Лесли Мэнвилл, Тим Рот, Фрэнк Диллэйн и Эзра Миллер присоединились к касту фильма, режиссёром которого назначена Мэри Хэррон. В мае 2021 года Барбара Зукова, Авиталь Львова, Кристофер Брайни, Руберт Грейвс, Андреа Пежич, Сьюки Уотерхаус и Марк МакКена присоединились к актёрскому составу проекта, в то время как Мэнвилл, Рот и Диллэйн выбыли из него.
Съемки, в основном, проходили в Ливерпуле (который выдаётся за Нью-Йорк).